# گالاتینا
گالاتینا (به ایتالیایی: Galatina) یک کومونه در ایتالیا است که در استان لچه واقع شده‌است.

## خصوصیات
گالاتینا ۸۱ کیلومترمربع مساحت و ۲۷٬۵۵۵ نفر جمعیت دارد و ۷۸ متر بالاتر از سطح دریا واقع شده‌است.

## خواهرخوانده
شهر Sapes خواهرخواندهٔ گالاتینا هست.